# Serious Sam Advance
Serious Sam Advance (känd som Serious Sam i Nordamerika) är en Serious Sam-serie-spin-off för Game Boy Advance.